# Folkhälsan
Samfundet Folkhälsan, officiellt Samfundet Folkhälsan i Svenska Finland rf, är en allmännyttig finlandssvensk organisation inom den sociala sektorn. Organisationen består av flera olika föreningar, stiftelser och bolag. Den ursprungliga koncernmodern är Samfundet Folkhälsan. Hela organisationen använder i sin kommunikation varumärket "Folkhälsan". "Folkhälsan" kan därmed avse olika juridiska enheter inom organisationen, så som lokala Folkhälsan-föreningar, en av de fyra distriktsorganisationerna, Samfundet Folkhälsan, eller något av de bolag eller stiftelser som ingår i helheten.  

## Historik
År 1911 gjorde fröken Jenny Florin (död 1925), dotter till Pehr Ulrik Florin, en donation till Svenska litteratursällskapet i Finland för läkarvetenskapens befrämjande. Sällskapet tillsatte den så kallade Florinska kommissionen, som ägde använda räntemedlen för en allsidig vetenskaplig undersökning av den svenska befolkningens i Finland andliga och kroppsliga hälsa. Kommissionens ordförande blev Ossian Schauman; den ombildades 1921 till den självständiga föreningen Samfundet Folkhälsan i Svenska Finland. Schauman definierade i en "hustavla" föreningens mål som: "Det får ej finnas dåliga svenskar i detta land". 
Samfundet kom att bestå av två sektioner, en vetenskaplig och en praktisk hygienisk. Föreningen kom att bedriva ett omfattande folkhygieniskt upplysningsarbete, förutom genom ströskrifter, filmer och föredrag, genom hälsosystrar, som bedrev personlig undervisning i hemmen. De främsta områdena var spädbarnsvård, skolbarnshygien, tuberkulosens bekämpande genom upplysning samt nykterhetens befrämjande. Andra områden för verksamheten var moderpremiering samt inrättande av badstugor på landet. 

## Organisationens struktur
Samfundet Folkhälsan i svenska Finland rf:s ändamålsparagraf, med andra ord uppdrag, är att ”verka för folkhälsans främjande i svenska Finland, dels genom allsidig vetenskaplig undersökning av befolkningens andliga och kroppsliga hälsa, dels genom praktiska åtgärder ägnade att gynnsamt inverka på denna”. Forskningen bedrivs i egen regi i en enhet som kallas Folkhälsans forskningscentrum i Helsingfors, men som utgör den enda praktiska verksamheten som Samfundet Folkhälsan har. 
De "praktiska åtgärderna" har utlokaliserats till andra delar av organisationen och Samfundet Folkhälsans roll begränsar sig i den allmännyttiga föreningsverksamheten till att finansiera verksamheten, lokalt och regionalt. Samfundet beviljar verksamhetsunderstöd till Folkhälsans förbund rf  och de lokala Folkhälsanföreningarnas hälsofrämjandeverksamhet, men dessa hör formellt inte till Samfundet och koncernen. 
Serviceproduktionen som inte är vinstdriven sker i de av samfundet oftast helägda bolagen som ingår i koncernen Folkhälsan. De helägda bolagen ingår således i Folkhälsankoncernen, där samfundet är moderbolag. Folkhälsan Välfärd Ab har en mångsidig verksamhet med serviceproduktion inom social- och hälsovården i främst Nyland, Åboland och Österbotten. På Åland sköts serviceproduktionen av Folkhälsans Allaktivitetshus på Åland Ab. Folkhälsan Utbildning Ab bedriver utbildningsverksamhet på Solvalla i Esbo och på Norrvalla i Vörå samt driver ungdomsverkstaden Resurscentret Föregångarna i Vasa. Folkhälsans Fastigheter Ab ansvarar för service och fastighetsunderhåll i de av samfundet ägda verksamhetsfastigheterna. Seniorförsäljning Ab ingår också i Folkhälsankoncernen. 
I Folkhälsankoncernen, för vilket koncernbokslut görs, ingår alla de aktiebolag där samfundet äger minst 50 procent av aktierna. Utöver de ovan nämnda verksamhetsbolagen ingår fastighets- och bostadsaktiebolag kopplade till de så kallade Folkhälsanhusen och andra verksamhetslokaler. Svenska Framtidsskolan i Helsingforsregionen Ab, dvs Yrkesinstitutet Prakticum, är inkluderat som ett intressebolag i och med att samfundet äger 45 procent av bolaget.
Folkhälsans forskningsstiftelse sr stöder samfundets forskningsverksamhet i Folkhälsans forskningscentrum, Stiftelsen Breidablick ansluter till Välfärd Ab:s sommarläger vid Breidablick och Stiftelsen Silviahemmet till Silviahemmets äldreomsorg inom Välfärd Ab.

## Verksamhet

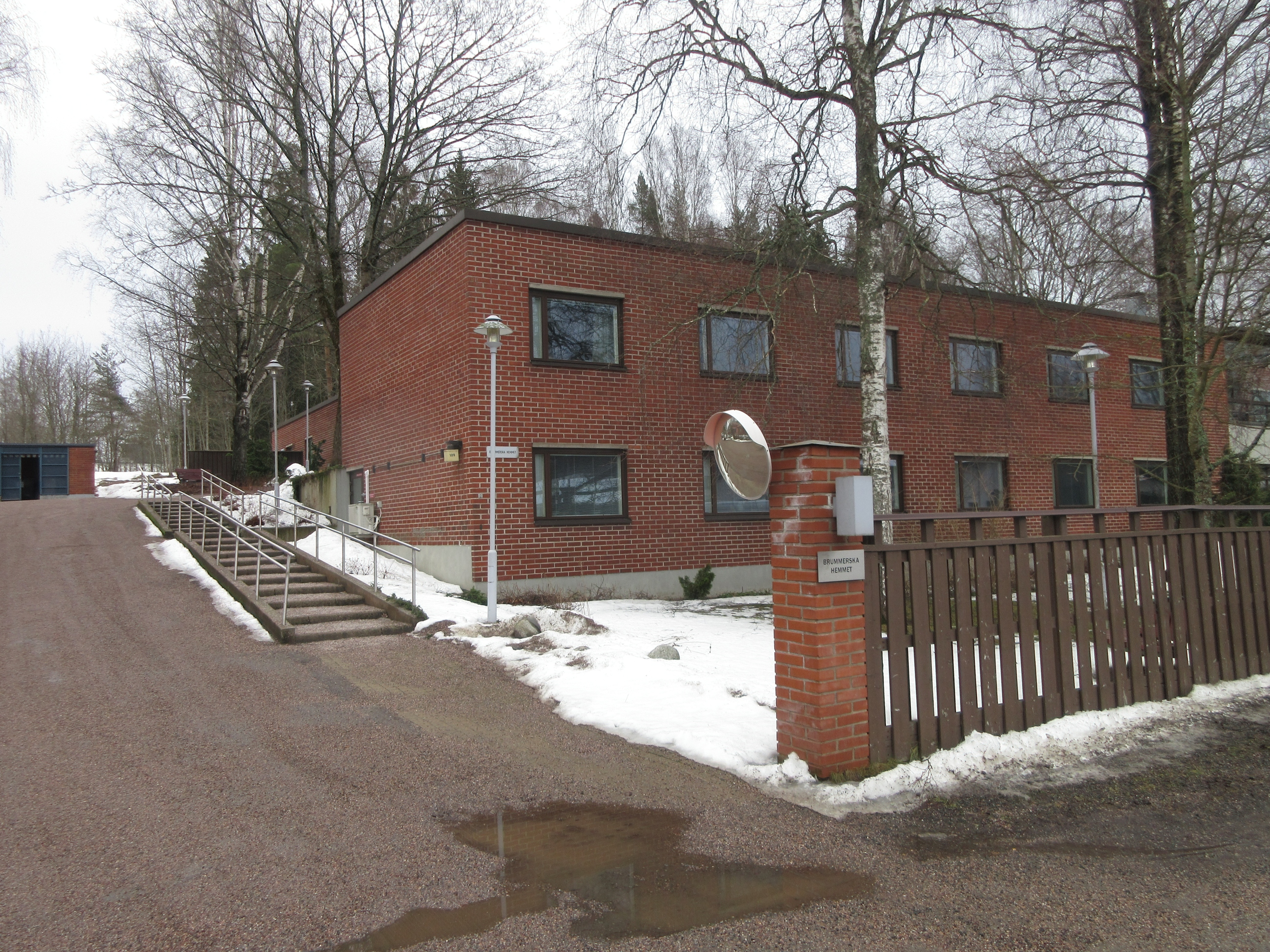
Brummerska hemmet (för åldringsvård) i Västra Baggböle i Helsingfors bedrivs av Folkhälsan.

I dag bedriver Folkhälsan hälsofrämjande och omsorgstjänster, vårdtjänster, utbildning samt forskning. I Folkhälsans forskningscentrum arbetar cirka 200 forskare med bland annat ärftliga sjukdomar och livsstilssjukdomar. Folkhälsans serviceproduktion får in pengar med att sälja sina tjänster till kommunerna. Folkhälsan bedriver också dagvård och åldringsvård. Bland annat Social- och hälsoorganisationernas understödscentral (STEA) stöder de hälsomfrämjande verksamheterna och Folkhälsan får också donationer.
Samfundet Folkhälsan äger registreringen av varumärket Finlands Lucia. I praktiken utförs Lucia-insamlingen tillsammans med Hufvudstadsbladet och Svenska Yle. Medlen används av Folkhälsans förbund rf för dess verksamhet, i synnerhet mot rasism.

## Lokalföreningarnas verksamhet
Folkhälsan är en aktiv medborgarorganisation med 19 000 medlemmar. De kring 100 lokala föreningarna utför hälsofrämjande arbete lokalt och på ideell grund.
Gemensamt för de flesta lokalföreningar är simskolorna och försäljningen av majblommor. Verksamheten kan omfatta allt möjligt, från barnverksamhet och motionsaktiviteter till äldreomsorg, bland annat stöd till närståendevårdare.

## Ordförande
- 1921–1922 Ossian Schauman
- 1922–1927 Oskar von Hellens
- 1928–1937 Elis Lövegren
- 1937–1951 Harry Federley
- 1951–1961 Fredrik Saltzman
- 1962–1980 Bertel von Bonsdorff
- 1981–1993 Ole Wasz-Höckert
- 1993–1998 Herman Adlercreutz
- 1998–2019 Mats Brommels
- 2019– Siv Sandberg

### Uppslagsverk
- Samfundet Folkhälsan i Nordisk familjebok (andra upplagans supplement, 1926)
- Folkhälsan i Uppslagsverket Finland (webbupplaga, 2012). CC-BY-SA 4.0